# Czesław Wala (polityk)
Czesław Wala (ur. 2 sierpnia 1922 w Gorzyczkach, zm. 31 sierpnia 2015) – polski działacz samorządowy i spółdzielczy, w latach 1975–1981 prezydent Raciborza.

## Życiorys
Syn piekarza i górnika Jacka oraz Wiktorii, urodził się jako najstarszy z piątki dzieci. Uczył się kolejno w Prywatnym Gimnazjum Salezjanów w Pogrzebieniu, gimnazjum w Żorach i Bohuminie. Podczas II wojny światowej zmobilizowany do dywizji pancernej Wehrmachtu, przebywał m.in. na froncie wschodnim. Służył jako urzędnik i instrumentariusz przy operacjach, fałszywie deklarując, że jest studentem medycyny. Maturę zdał w Cieszynie, następnie został absolwentem mleczarstwa na Akademii Rolniczo-Technicznej w Olsztynie. Po studiach pracował jako dyrektor ds. produkcji w mleczarni w Gliwicach i inspektor w Zjednoczeniu Przemysłu Mleczarskiego województwa opolskiego. Później przez 25 lat pełnił funkcję prezesa Raciborskiej Spółdzielni Mleczarskiej.
Działacz Polskiej Zjednoczonej Partii Robotniczej. Od grudnia 1973 do maja 1975 był naczelnikiem powiatu raciborskiego. Od 1 lipca 1975 do 30 czerwca 1981 pełnił funkcję prezydenta Raciborza. Podczas jego kadencji przekształcono ulicę Długą w deptak. Jego następcą jeszcze w 1981 wybrano Józefa Bernatka, jednak ta kandydatura została zablokowana przez władze wojewódzkie.
Od 1947 był żonaty ze Stefanią, mieli syna i córkę. 3 września 2015 pochowany na cmentarzu Jeruzalem w Raciborzu.

## Odznaczenia
W 1955 został odznaczony Brązowym Krzyżem Zasługi.